# NGC 1397
NGC 1397 (другие обозначения — MCG −1-10-17, PGC 13485) — линзовидная галактика с перемычкой (SB0-a) в созвездии Эридана. Открыта Уильямом Гершелем в 1786 году. Описание Дрейера: «очень тусклый, очень маленький, немного вытянутый объект».
Этот объект входит в число перечисленных в оригинальной редакции «Нового общего каталога».
Морфологический тип по Вокулёру (R)SB(r)0/a.
На фотографиях видно, что галактика обращена к нам диском, напоминает греческую букву тета (Θ), имеет большое округлое яркое ядро и более тусклую перемычку. Перемычка примыкает к неяркому кольцу. На внешнем крае кольца видны два компактных объекта или слабые звёзды поля: более яркий объект на северо-северо-востоке и второй на северо-северо-западе. Галактика вытянута в направлении север-юг. На изображении Digitized Sky Survey видно, что вокруг основной части галактики имеется чрезвычайно слабое тонкое кольцо вещества примерно размером 2,0′ × 1,75′, вытянутое в направлении восток-запад. На расстоянии 7,1′ к северо-северо-востоку находится слабая галактика, видимая с края. NGC 1397 — крайне слабая и сложная для визуального наблюдения галактика; в любительский телескоп она выглядит как небольшое, круглое, размытое пятнышко света, с очень небольшим увеличением яркости в центре, с нечётко очерченными краями. Радиальная скорость: 5463 км/с. Расстояние: 244 млн световых лет. Диаметр: 92 тыс. световых лет.